# 크리스마스 캐롤 (2001년 영화)
크리스마스 캐롤(Christmas Carol: The Movie)은 독일에서 제작된 지미 T. 무라카미 감독의 2001년 애니메이션 영화이다. 사이먼 캘로우 등이 주연으로 출연하였고 이아인 하비 등이 제작에 참여하였다.

## 출연

### 주연
- 사이먼 캘로우
- 케이트 윈슬렛
- 니콜라스 케이지

### 조연
- 제인 호록스
- 마이클 갬본
- 리스 이판
- 줄리엣 스티븐슨
- 로버트 르웰린
- 이인 존스
- 콜린 맥파란
- 베스 윈슬렛
- 아서 콕스
- 키스 윅햄

## 제작진
- 원작자: 찰스 디킨스
- 라인프로듀서: 마이클 알가
- 협력프로듀서: 사라 자일스

## 같이 보기
- 크리스마스 영화 목록